# منزل فوستر للأصدقاء الخياليين : مخيلة المحطة
منزل فوستر مخيلة المحطة (بالإنجليزية (Destination: Imagination هي حلقة خاصة من مسلسل الرسوم المتحركة التلفزيوني منزل فوستر من الموسم السادس ومدتها 65 دقيقة تتحدث قصة الحلقة عن فرانكي التي تحصر في عالم ضخم غامض ويتم التعامل معها مثل الملوك ولكن يجبر عليها عدم المغادرة فيخوض ماك وبلو كوكو وإدوارد رحلة حول العالم لإنقاذها ويواجهون المخاطر والتحديات طول رحلتهم، تم عرضها لأول مرة في 27 نوفمبر 2008 على قناة كرتون نتورك في عيد الشكر، اما في العالم العربي فقد تم عرضها على قناة كرتون نتورك بالعربية على شكل فيلم ضمن فقرة أفلام العيد في 6 نوفمبر 2011.

## روابط خارجية
- منزل فوستر للأصدقاء الخياليين : مخيلة المحطة على موقع IMDb (الإنجليزية)
- منزل فوستر للأصدقاء الخياليين : مخيلة المحطة على موقع قاعدة بيانات الفيلم (الإنجليزية)
- منزل فوستر للأصدقاء الخياليين : مخيلة المحطة على موقع ليتربوكسد (الإنجليزية)
- منزل فوستر للأصدقاء الخياليين : مخيلة المحطة على موقع كينوبويسك (الروسية)